# Parafia św. Kazimierza w Żłobinie
Parafia św. Kazimierza w Żłobinie – rzymskokatolicka parafia znajdująca się w diecezji pińskiej, w dekanacie homelskim, na Białorusi. Parafię prowadzą księża pallotyni.

## Historia
W okresie zaborów istniała w Żłobinie kaplica katolicka będąca filią parafii w Antuszach. Świątynia została zniszczona w okresie władzy komunistów.
Parafia odrodziła się po upadku komunizmu. W latach 2012–2016 wybudowano nowy kościół pw. Najświętszej Maryi Panny Królowej Wszechświata. Konsekrował go 18 czerwca 2016 biskup piński Antoni Dziemianko.